# Rhadinaea kanalchutchan
Rhadinaea kanalchutchan este o specie de șerpi din genul Rhadinaea, familia Colubridae, descrisă de Joseph R. Mendelson și Kizirian 1995. Conform Catalogue of Life specia Rhadinaea kanalchutchan nu are subspecii cunoscute.